# Manilai papagájamandina
A manilai papagájamandina vagy zöldarcú papagájamandina (Erythrura viridifacies) a madarak osztályának a verébalakúak (Passeriformes) rendjébe, ezen belül a díszpintyfélék (Estrildidae) családjába tartozó faj.

## Rendszerezése
A fajt Masauji Hachisuka és Jean Théodore Delacour írták le 1937-ben.

## Előfordulása
A Fülöp-szigetekhez tartozó Luzon, Negros és Panay szigetein honos. Természetes élőhelyei a  szubtrópusi és trópusi síkvidéki esőerdők, száraz gyepek és szavannák, valamint nedves cserjések. Állandó, nem vonuló faj.

## Megjelenése
Testhossza 12 centiméter, testtömege 12,6 gramm. Teste fűzöld, hátoldalon sötétebb árnyalattal, farok része vörös.

## Életmódja
Kisebb csapatban keresgéli fű és bambuszfélék magjaiból álló táplálékát.

## Természetvédelmi helyzete
Az elterjedési területe elég nagy, egyedszáma 6000-15000 példány közötti és csökken. A Természetvédelmi Világszövetség Vörös listáján sebezhető fajként szerepel.